# Ligne de Sargé-sur-Braye à Vouvray
La ligne de Sargé-sur-Braye à Vouvray est une ligne de chemin de fer française à écartement standard et à voie unique des départements du Loir-et-Cher et d'Indre-et-Loire, en région Centre-Val de Loire, aujourd'hui fermée et déposée.
Elle constitue la ligne 560 000 du réseau ferré national.

## Histoire
La ligne est mise en service entre Sargé et Montoire le 2 janvier 1893, entre Montoire et « Châteaurenaud » le 15 octobre 1893 et entre Châteaurenaud et Vouvray le 29 juillet 1894 par l'Administration des chemins de fer de l'État, dans le cadre du plan Freycinet (désignée sous le n°58 dans ce plan).